# Tammy Lauren
Tammy Lauren Vasquez (San Diego, California, 16 de noviembre de 1968) es una actriz estadounidense de cine y televisión que protagonizó la primera entrega de la saga de culto Wishmaster.

## Carrera
Inició su carrera como actriz infantil al debutar en el papel de Melissa Turner en la serie de televisión de una temporada de 1978, Who's Watching the Kids, en la que coprotagonizó junto a Scott Baio, seguida por las temporadas en las sitcoms de corta duración Out of the Blue y Angie, al año siguiente. Sus apariciones en televisión incluyeron series como Mork & Mindy, Fantasy Island, The Facts of Life, Family Ties y Little House on the Prairie.
Lauren coprotagonizó junto a Elliott Gould y Rick Schroder en The Last Flight of Noah's Ark de Disney. También tuvo un papel recurrente en el drama diurno de la CBS, The Young and the Restless, donde retrató a Maggie Sullivan y también coprotagonizó en muchas otras producciones televisivas, incluyendo las películas Tattle: When To Tell On a Friend, Crime of Innocence y el remake de 1988 I Saw What You Did. 
Entre los aficionados a la televisión, puede ser mejor conocido desde la década de 1990 por su papel como Ginger Szabo en Homefront, una serie establecida en la post-Segunda Guerra Mundial de Ohio. También ha disfrutado de roles recurrentes en Home Improvement y Wanda at Large (como la cuñada de Wanda). Apareció en los primeros cinco episodios de Martial Law con Sammo Hung. También apareció en dos episodios de Walker, Texas Ranger ("99th Ranger" y "A Father's Image") y apareció en un episodio de MacGyver ("Pesadillas"). Actuó en Mad City (1997) con Dustin Hoffman y Jonh Travolta, entre varios otros lanzamientos de teatro.
En la cinta de terror Wishmaster (1997, junto a Robert Englund) tuvo su único papel protagonista interpretando a Alexandra Amberson, una joven que accidentalmente despierta a un djinn, un poderoso espíritu más comúnmente conocido como un genio.
Lo más reciente que hizo fue una participación en la serie cómica  Two and a Half Men como Shannon en el episodio "Aunt Myra Doesn't Pee a Lot" (2007). En 2014, apareció en Criminal Minds como Liz Foley.

## Vida privada
Su madre es Suzanne Bledsoe, una gerente de talentos. Su padrastro era el director Charles Jarrott. Lauren está casada con el actor Guri Weinberg, hijo del entrenador de lucha libre israelí Moshe Weinberg, quien fue trágicamente asesinado por terroristas palestinos en los Juegos Olímpicos de 1972.